# Боровая (Киевская область)

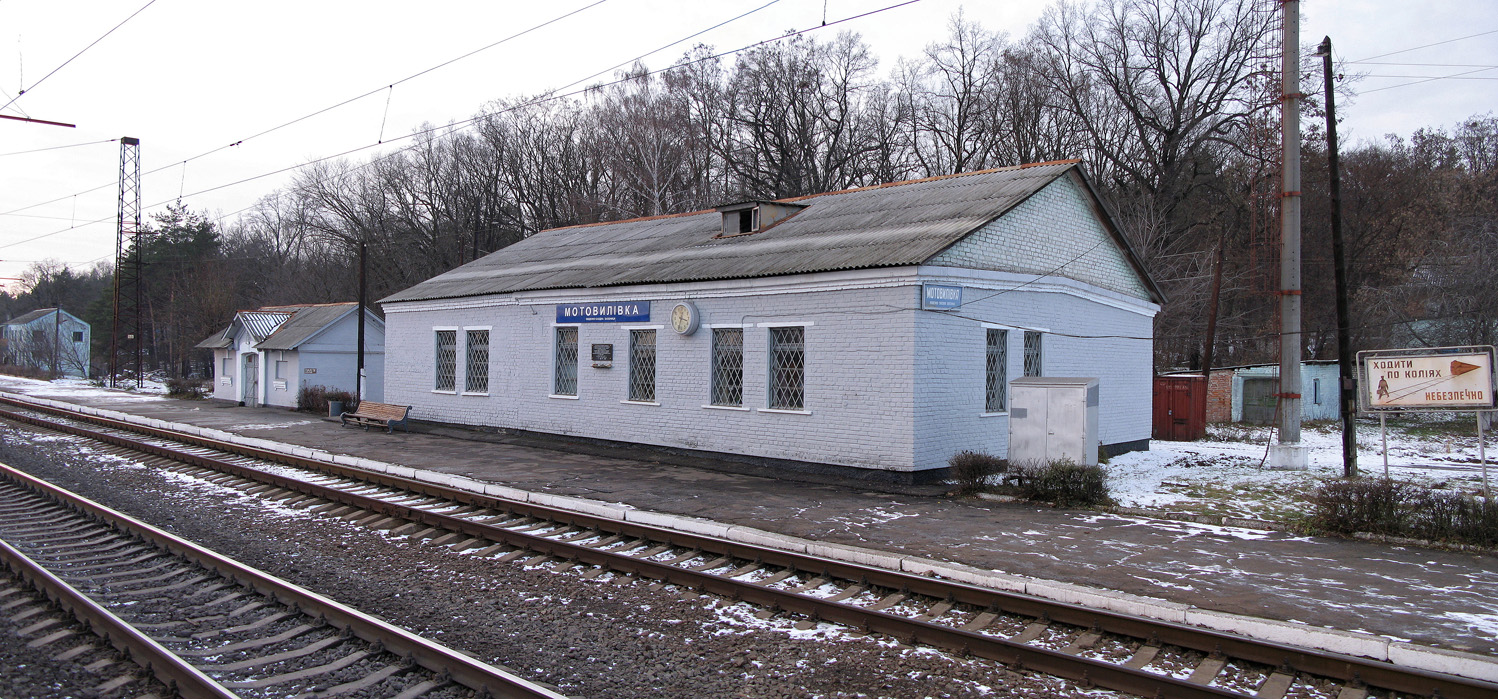
Вокзал ж/д станции Мотовиловка

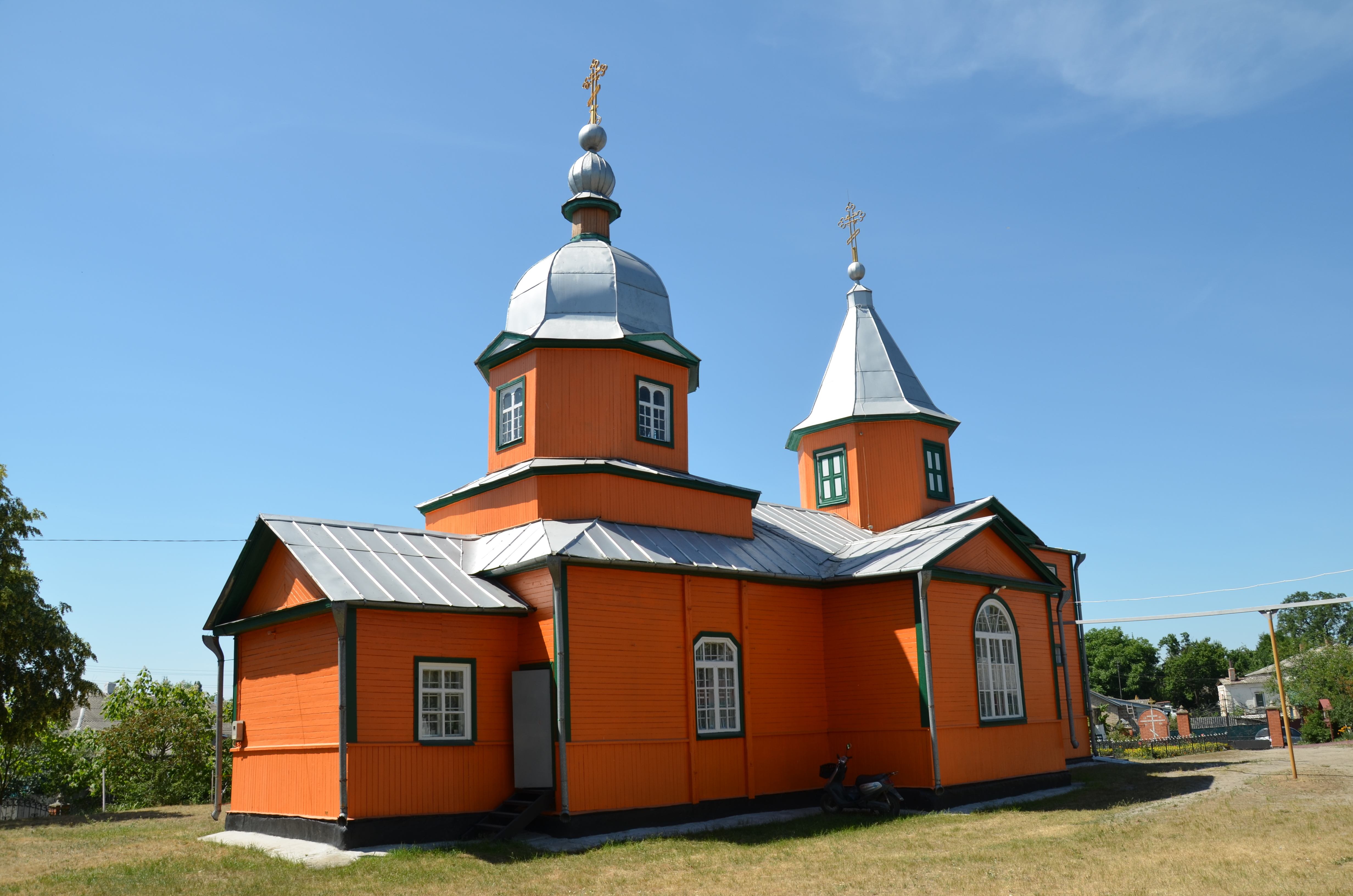
Церковь Иоанна Богослова

Борова́я (укр. Борова́) — посёлок, входит в Фастовский район Киевской области Украины.

## История
Считается, что первым поселенцем хутора Борового был беглец из Каневщины Василий Шевченко.
Железнодорожная станция в Боровой была построена в 1868 году при строительстве Киево-Балтской железной дороги и получила название Мотовиловка.
То, что хутор Боровая был расположен на побережье реки Стугна (бассейн Днепра), привлекало к нему состоятельных киевлян и других дачников Киевской губернии, которые облюбовали в XIX веке это место.
18 ноября 1918 года возле станции Мотовиловка состоялся решающий исторический бой между войсками УНР и гетманскими сердюками с белогвардейскими добровольцами Скоропадского.
В 1919 году местный мотовиловский атаман Бурлака поднял массовое восстание против советской власти, которое разгромили со временем только с помощью вызванных с фронта регулярных частей Красной армии.
20 октября 1938 года Боровая получила статус посёлка городского типа.
В годы Великой Отечественной войны Боровую немцы заняли 30 июля 1941 года, а оставили под натиском танков 91 отдельной танковой батареи полковника И. Якубовского 6 ноября 1943 года. Старостой во время войны местные жители на общепоселковом собрании избрали Северина Шевченко, а начальником местной полиции — Захара Скрипку (после войны их арестовали и отдали под суд). В 1943 году вокруг Боровой действовали советские партизаны Васильковского партизанского отряда Шамиля Мукагова и фастовский отряд УПА во главе с «Долгим» (Василием Кравченко). После освобождения Боровой от немцев местные органы власть возглавили бывшие партизаны М. Панасик и М. Головко.
В январе 1989 года численность населения составляла 8543 человека.
На 1 января 2013 года численность населения составляла 7279 человек.
На 1 января 2023 численность населения составляла 15403 человек

## Экономика
Основные предприятия посёлка — мебельный завод ООО «Меркс-Трейд», Плесецкое лесничество, Боровское отделение Киевской овоще-картофельной станции("КОКОС".).

## Культура
В Боровой действуют две школы, две библиотеки, дом культуры, два детских сада, школа искусств, музыкальная школа, районная больница, две поликлиники (одна из которых железнодорожная) 2 супермаркета.
Имеется памятник сечевым стрельцам — участникам битвы под Мотовиловкой в ноябре 1918 года.

## Спорт
- Секция рукопашного боя, отделение «Козацький лицарський клуб»
- Фитнес-клуб «Некст».
- Уличный вид спорта «Street Workout», команда «X_Workout»